# Scilla katendensis
Scilla katendensis är en sparrisväxtart som beskrevs av De Wild. Scilla katendensis ingår i släktet blåstjärnesläktet, och familjen sparrisväxter. Inga underarter finns listade i Catalogue of Life.